# Méaulte
Méaulte település Franciaországban, Somme megyében. Lakosainak száma 1276 fő (2022. január 1.). Méaulte Albert, Bécordel-Bécourt, Bray-sur-Somme, Dernancourt, Fricourt, Morlancourt, Ville-sur-Ancre és Étinehem-Méricourt községekkel határos.

## Népesség
A település népességének változása:
| Lakosok száma | 1301 | 1278 | 1291 | 1254 | 1257 | 1259 | 1262 | 1266 | 1276 |
|               | 2013 | 2015 | 2016 | 2017 | 2018 | 2019 | 2020 | 2021 | 2022 |